# Lenka Kebrlová
Lenka Kebrlová (ur. 13 marca 1966 w Rakovníku) – czeska narciarka alpejska reprezentująca Czechosłowację.

## Kariera
Pierwsze punkty w zawodach Pucharu Świata Lenka Kebrlová wywalczyła 21 grudnia 1986 roku Valzoldana, gdzie była jedenasta w slalomie. Kilkakrotnie punktowała, jednak nigdy nie stanęła na podium. Najwyższą lokatę w zawodach tego cyklu wywalczyła 26 listopada 1987 roku w Sestriere, gdzie slalom ukończyła na ósmej pozycji. Najlepsze wyniki osiągała w sezonie 1986/1987, kiedy w klasyfikacji generalnej zajęła 54. miejsce. W 1987 roku wystartowała na mistrzostwach świata w Crans-Montana, gdzie była dwunasta w slalomie. Na rozgrywanych dwa lata później mistrzostwach świata w Vail/Beaver Creek jej najlepszym wynikiem było piętnaste miejsce w kombinacji. W międzyczasie wzięła udział w igrzyskach olimpijskich w Calgary, gdzie osiągnęła najlepszy wynik na zawodach tej rangi, zajmując piąte miejsce w kombinacji. Na tych samych igrzyskach zajęła także dwunaste miejsce w slalomie i 23. miejsce w gigancie.

## Osiągnięcia

### Igrzyska olimpijskie
| Miejsce | Dzień     | Rok  | Miejscowość | Konkurencja | Czas biegu  | Strata     | Zwyciężczyni    |
| ------- | --------- | ---- | ----------- | ----------- | ----------- | ---------- | --------------- |
| 5.      | 21 lutego | 1988 | Calgary     | Kombinacja  | 29,25 pkt   | +31,62 pkt | Anita Wachter   |
| 23.     | 24 lutego | 1988 | Calgary     | Gigant      | 2:06,49 min | +8,68 s    | Vreni Schneider |
| 12.     | 26 lutego | 1988 | Calgary     | Slalom      | 1:36,69 min | +5,43 s    | Vreni Schneider |

### Mistrzostwa świata
| Miejsce | Dzień    | Rok  | Miejscowość   | Konkurencja | Czas biegu  | Strata     | Zwyciężczyni    |
| ------- | -------- | ---- | ------------- | ----------- | ----------- | ---------- | --------------- |
| 12.     | 7 lutego | 1987 | Crans-Montana | Slalom      | 1:33,30 min | +3,89 s    | Erika Hess      |
| 15.     | 2 lutego | 1989 | Vail          | Kombinacja  | 5,65 pkt    | +85,52 pkt | Tamara McKinney |

### Puchar Świata

#### Miejsca w klasyfikacji generalnej
- sezon 1986/1987: 54.
- sezon 1987/1988: 58.
- sezon 1988/1989: 59.

#### Miejsca na podium
Kebrlová nigdy nie stanęła na podium zawodów PŚ.